# Anosia leucippus
Anosia leucippus är en fjärilsart som beskrevs av Johannes Karl Max Röber 1891. Anosia leucippus ingår i släktet Anosia och familjen praktfjärilar. Inga underarter finns listade i Catalogue of Life.